# Paulina Villarreal
Paulina Villarreal Vélez (San Pedro Garza García, Nuevo León; 5 de febrero de 2002) es una artista mexicana, conocida por ser la baterista y compositora principal de la banda de rock The Warning, conformada por ella y sus hermanas Daniela y Alejandra Villareal Vélez. Como baterista, es artista y usuaria de los fabricantes Sabian, Drum Workshop y Vic Firth.

## Biografía
Villarreal nació en San Pedro, Nuevo León, México. Asistió a una escuela secundaria bilingüe, lo que le permitió hablar inglés con fluidez. Desde muy pequeña le enseñaron a tocar el piano clásico y a los seis años comenzó a tomar clases de batería. La pasión de sus padres y su juego de video Rock Band llevaron a Paulina a la música rock. Su padre subió varios videos a YouTube donde tocaba versiones de éxitos conocidos del pop y el rock.
En 2013, las hermanas Villarreal Vélez formaron The Warning. En esta banda, Paulina intercambia las funciones de voz principal con la guitarrista Daniela.
En 2014, Villarreal apareció en la publicación de bateristas femeninas Tom Tom Magazine.  También durante este año, Kirk Hammett de Metallica vio un video de ella y sus hermanas tocando una versión de «Enter Sandman» de Metallica, lo que llevó a Hammett a elogiar la batería de Paulina en un tuit.
En 2015, después de que el video de «Enter Sandman» se volviera viral, Villarreal y sus hermanas fueron invitadas a The Ellen Show como invitadas musicales. Ellen DeGeneres las apoyó con una donación financiera que ayudó a obtener una beca para asistir al programa de cinco semanas de Berkelee College of Music, con una exención de edad, porque el nivel de edad de entrada requerido para este programa era de 14 años. En ese momento, Villarreal ya estaba escribiendo sus letras y música, y el primer EP de la banda fue grabado y lanzado en 2015.
En abril de 2022, fue invitada a impartir una clase magistral de batería y composición en el evento Sound:Check Xpo.
En 2024, Villarreal debutó como directora artística al crear y dirigir el video oficial de la canción «Qué más quieres», en codirección con el cineasta y creativo Iván Chávez.

## Como cantante
Aunque Villarreal se encuentra principalmente detrás de la batería, a veces actúa como líder. Lo hizo cantando "Narcisista" de The Warning en el Teatro Metropolitan en 2022 (con su profesor de batería, Beto Ramos, como baterista invitado) y cantando "Consume" de The Warning en el Auditorio Nacional en 2025. También cantó como solista en algunas canciones con la banda argentina Eruca Sativa, cuando ellos y The Warning estuvieron de gira juntos. En 2024, Villarreal cantó con Dead Poet Society en el Aftershock Festival.
Otras actuaciones memorables han incluido tocar el piano y cantar sola.

## Equipo
Villarreal toca la batería DW Performance Series. Utiliza una caja Ludwig Black Beauty y un bastidor DW, modificado a medida para el tamaño de su cuerpo.
Está patrocinada oficialmente por Sabian y actualmente utiliza los platillos de la serie HHX.
Utiliza pedales Roland MIDI y una computadora portátil con Ableton para controlar el tiempo del show en vivo de la banda, instrumentación adicional y ciertas imágenes del escenario.
En algunas canciones, Villarreal utiliza un cencerro.

## Premios
En septiembre de 2023, fue votada como el número uno por los lectores de Modern Drummer en la categoría "Up and Coming".
Drumeo le entregó el premio Rock Drummer of the Year en febrero de 2024.
En marzo de 2024 recibió el Premio Decididas Global en la Cumbre Decididas 2024, por "trascender fronteras e inspirarnos a soñar en GRANDE". Fue honrada por su contribución a la industria musical y la sociedad mexicana, y por destacarse como una líder ejemplar que busca inspirar a más mujeres jóvenes a perseguir sus sueños. Al recibir el premio Villarreal dijo: “Cuando me hablaron de este reconocimiento, lo primero que sentí fue inseguridad e intimidación, aquí vinieron médicos, astronautas e ingenieros, y dije ‘soy baterista’, pero mi mamá me explicó que lo que hago tiene un impacto en la vida de los demás”.
En junio de 2024, Villarreal fue elegida para ser incluida entre Las 100 mujeres más poderosas de México por la edición mexicana de la revista Forbes.